# Sannin no Kai
Sannin no Kai (jap. 三人の会, dt. „Gruppe der Drei“) war eine Gruppe japanischer Komponisten, die 1953 gegründet wurde und bis 1962 bestand. Zu den „Drei“ gehörten Akutagawa Yasushi, der Sohn des Schriftstellers Akutagawa Ryūnosuke, Dan Ikuma und Mayuzumi Toshirō. Die Gruppe veranstaltete fünf Konzerte, nicht zuletzt um ihre eigenen Werke und Kompositionen bekannt zu machen.

## Die fünf Konzerte der „Drei“
Konzert Nummer 1
- Datum: 26. Januar 1954 in der Stadthalle Hibiya, Stadtbezirk Chiyoda, Tokio
- Alexandre Tansman: Triptyque (Uraufführung in Japan, Dirigent: Ueda Masashi)
- Akutagawa Yasushi: Sinfonie Nr. 1
- Mayuzumi Toshirō: Bacchanale - „Kyōen“
- Dan Ikuma: Sinfonia Burlesca

Konzert Nummer 2
- Datum: 23. Juni 1955 in der Stadthalle Hibiya, Stadtbezirk Chiyoda, Tokio mit dem Tokio Sinfonie Orchester
- Anton Webern: Sinfonie op. 21 (Uraufführung in Japan, Dirigent: Ueda Masashi)
- Mayuzumi Toshirō: „Tōn Pureromasu 55“ (トーン・プレロマス55)
- Dan Ikuma: Orchestersuite „The Silk Road“
- Akutagawa Yasushi: Divertimento

Konzert Nummer 3
- Datum: 2. April 1958 im Shinjuku Koma-Theater, Stadtteil Kabukichō, Stadtbezirk Shinjuku, Tokio mit dem NHK-Sinfonieorchester
- Mayuzumi Toshirō: Nehan kokyokyoku („Nirvana Sinfonie“) (Dirigent: Hiroyuki Iwaki)
- Dan Ikuma: „Journey through Arabia“
- Akutagawa Yasushi: Ellora Sinfonie

Konzert Nummer 4
- Datum: 27. März 1960 in der Yomiuri Hall, Stadtbezirk Chiyoda, Tokio mit dem NHK-Sinfonieorchester
- Mayuzumi Toshirō: Mandala Sinfonie (Dirigent: Hiroyuki Iwaki)
- Dan Ikuma: Sinfonie Nr. 3 (Dirigent: Iwaki Hiroyuki)
- Akutagawa Yasushi: Oper Kurai kagami, („Der schwarze Spiegel“) (Dirigent: Hiroyuki Iwaki)

Konzert Nummer 5
- Datum: 16. April 1962 in der Ōsaka Festival Hall, Stadtbezirk Kita mit dem Philharmonie Orchester Ōsaka
- Mayuzumi Toshirō: Nehan kokyokyoku („Nirvana Sinfonie“)
- Dan Ikuma: Orchestersuite „The Silk Road“
- Akutagawa Yasushi: Oper Kurai kagami, („Der schwarze Spiegel“)